# ジョン・ハッサール
ジョン・ハッサール（John Hassall、1981年2月17日 - ）は、イギリスのロンドン出身のミュージシャン。ザ・リバティーンズの解散を経て自身のバンド、イエティを結成する。担当はボーカル・ベース。

## 略歴
ジョンは幼少時、親が所有する大量の音楽レコードに影響され、音楽の演奏に目覚める。13歳の時にはじめてビートルズを聴き、夢中になったと語っている。ビートルズのアルバムを年代順に買い続け、ビートルズの影響を受けなければ 現在のミュージシャンとしての活動はなかったと主張している。

## ザ・リバティーンズ
学生時代にバンドに加わって ベースを担当。レイザーライトのジョニー・ボーレルと授業を受けていた。その後、色々なバンドに加入する。
当時、ピート・ドハーティとカール・バラーは、既にザ・リバティーンズを結成していたがベーシスト不在だった為、ベーシストを探していた。ピート・ドハーティはジョン・ハッサールに興味を持ち、ジョンはバンドに加入。ピートがジョンに興味を持ったのは彼の才能だけではなく、彼が適切な機材（リッケンバッカーベース、きちんとしたアンプ）を持っていたからである言われている。ジョン・ハッサール加入後、ドラムにポール・デュフールを迎え、ザ・リバティーンズのメンバーとして二年間ロンドンのいろいろな所でギグ(ライブ)活動を行った。しかし、2001年の中頃にドラムのポールが金銭的理由でバンドを脱退し、ハサルも大学に行くためバンドを去る。しかし2001年12月にロンドンのインディー・レーベルであるラフ・トレード・レコードとバンドが契約する時にベーシストとして再度加入。
2002年6月、ザ・リバティーンズがシングル「ホワット・ア・ウェイスター/アイ・ゲット・アロング」をリリースしてデビューを果たす。2004年のバンドの事実上解散までベーシストとしてプレーした。